# Gace Brulé
Gace Brulé (Champaña, c. 1160 - después de 1213) fue un trovador y caballero francés del siglo XII cuyo nombre simplemente era una descripción de su blasonamiento. Ha sido catalogado como «uno de los primeros imitadores de la lírica provenzal».
Fue dueño de tierras en Groslière y tenía relaciones con los caballeros templarios, recibiendo regalos del futuro Luis VIII; estos hechos son conocidos a partir de documentos de la época, mientras que el resto de su historia ha sido extraída de su obra poética.
Generalmente se ha afirmado que recibió formación en el arte del verso por parte de Teobaldo I de Navarra, una suposición que se basa en una frase proveniente de Chroniques de Saint-Denis: Si l'est entre lui [Thibaut] et Gace Brulé les plus belles chançons et les plus delitables et melodieuses qui onque fussent ales, oración que ha sido tomada como evidencia de la colaboración entre los dos poetas. Tal frase ha ayudado a aseverar que las obras tanto de Gace como de Thibaut eran las más conocidas de la época. Paulin Paris en el volumen XXIII de la Histoire littéraire de la France cita una serie de hechos para fijar el trabajo de Gace en una fecha anterior. 
Gace es el autor de los primeros jeu parti  que se conocen: los interlocutores son Gace y un conde de Bretaña que ha sido identificado como Godofredo II de Bretaña, hijo de Enrique II de Inglaterra.
Gace Brulé parece haber sido expulsado de Champaña y de haber encontrado refugio en Bretaña. Un escrito fechado en 1212 da fe de un contrato entre  Gatho Bruslé (Gace Ernie) y los templarios por un trozo de tierra en Dreux. Parece probable que Gace murió antes de 1220 o bien, como fecha límite en 1225.